# 2010. évi népszámlálás (Amerikai Egyesült Államok)
A 2010. évi népszámlálás volt az Amerikai Egyesült Államok történetének huszonharmadik ilyen összeírása. A Nemzeti Népszámlálási Napot 2010. április 1-jén tartották. Ekkor kezdték el az egyes személyek adatainak feldolgozását. A 2010. évi népszámláláson ismét kiemelten fontos jelentőséget kaptak a pontos számok, aminek érdekében összesen 635 000 helyiséget béreltek ki népszámlálási célokra. Az Egyesült Államok népességét 308 745 538 főben határozták meg. Ez 9,7%-os növekedés volt a 2000. évi népszámlálás adataihoz képest. A legnagyobb növekedést százalékos arányba Nevada, számszerűen pedig Texas produkálta. Az egyetlen állam pedig, ahol fogyás volt megfigyelhető, Michigan. (ezen kívül az USA külbirtokának számító Puerto Ricóban is csökkent a népesség.) District of Columbia pedig most mutatott először növekedést az 1950-es évek óta.

## Bevezetés
Az alkotmány előírása szerint az Egyesült Államokban minden tizedik évben népszámlálást tartanak 1790 óta. A részvételt az USA törvénykönyvének 13. fejezete szabályozza.
2010. január 25-én a Népszámlálási Hivatal elnöke, Robert Groves személyesen indította el a 2010. évi népszámlálást a második világháborús veterán, Clifton Jackson, noorviki lakos adatainak felvételével. A népszámlálás hivatalosan 2010. március 15-én kezdődött. A Népszámlálási Hivatal 134 millió nyomtatványt küldött el postán, vagy e-mailban. Habár a kiküldött kérdőíveken április 1-je szerepelt határidőként, a március 15-én kézhez kapott kérdőíveken az alábbi szöveg szerepelt vastag betűkkel: "Kérjük töltse ki és adja postára a népszámlálási nyomtatványt még ma!"
2010. augusztus 10-ig országos szinten a részvétel 72% volt. Április és július között a szavazóbiztosok felkeresték azokat a háztartásokat, ahonnan nem érkezett vissza a nyomtatvány a "nem válaszolók nyomon követése" (non-response follow-up, NRFU) akció keretében.

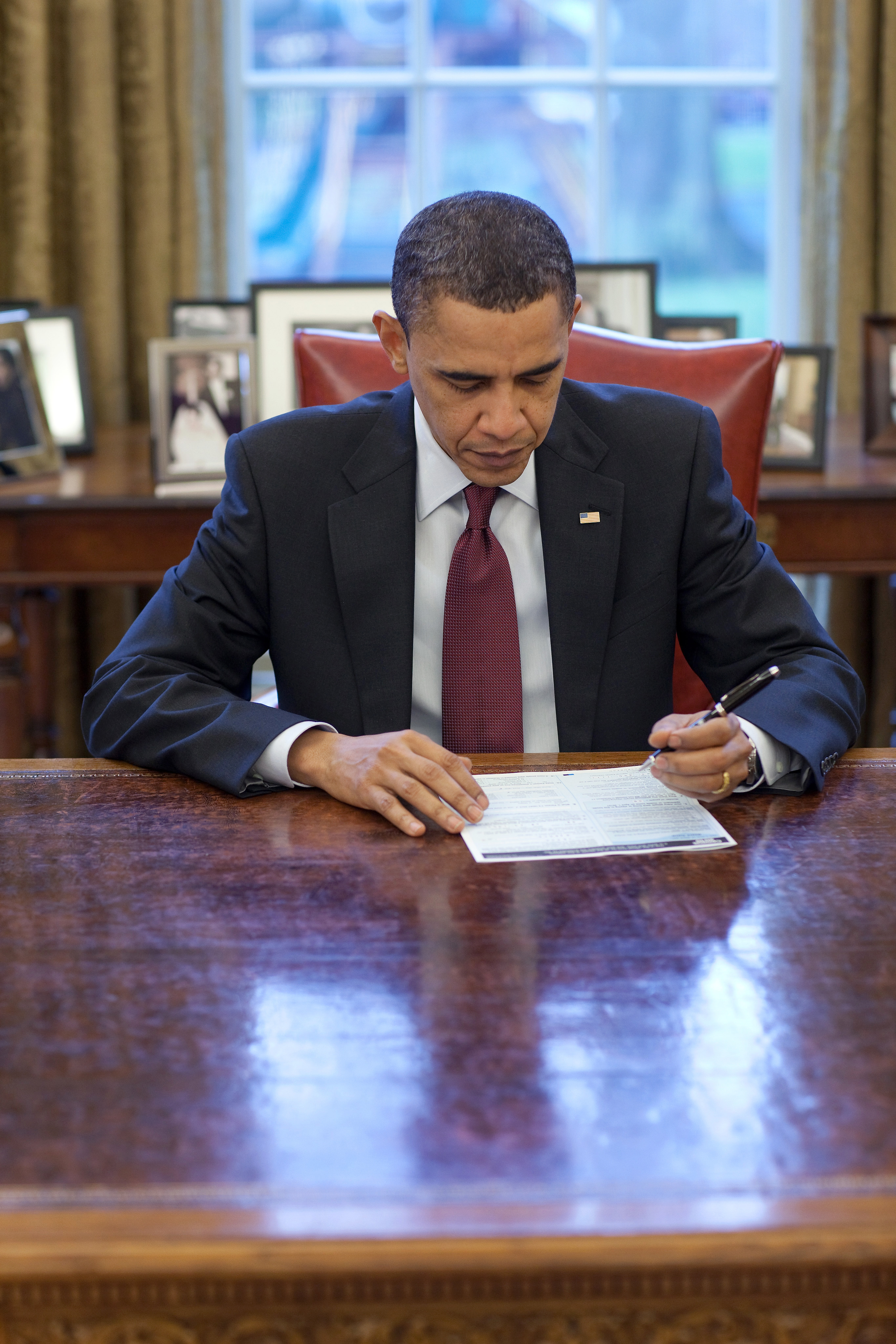
Barack Obama elnök tölti ki a saját nyomtatványát az Ovális Irodában 2010. március 29-én.

2010 decemberében a Népszámlálási Hivatal átadta az adatokat az elnöknek közzétételre és 2011 márciusára a kongresszusi szavazókörök átszervezéséről szóló utasítások megérkeztek a tagállamokhoz.

## Lényegesebb változások
A 2010. évi népszámlálás során a Népszámlálási Hivatal nem használt hosszú kérőíveket. A korábbi népszámlálások során minden hatodik háztartás kapott egy ilyen kérdőívet, amely szociális és gazdasági információkra kérdezett rá. A 2010. évi népszámlálás kérdőívei csak a tíz fontos kérdést tették fel, ami a névre, korra, nemre, születési dátumra, etnikai és rasszbeli hovatartozásra és a háztartásban betöltött szerepre kérdeztek rá. A 2000. évi népszámlálástól eltérően pedig nem volt lehetőség internetes kérdőívkitöltésre és letölteni sem lehetett a formanyomtatványt.
A korábbi népszámlálások során gyűjtött szociális és gazdasági információkra most az Amerikai Közösségi Felmérés során kérdeztek rá. Ez a felmérés 1-3 éves ciklusokban gyűjti az adatokat az Egyesült Államok különböző közösségeiben. A ciklusok hossza a közösség méretétől függ. A közösségeknek csak kis százaléka vesz részt a felmérésben minden évben, de minden közösség ötévente legalább egyszer sorra kerül.
2009 júniusában a Népszámlálási Hivatal bejelentette, hogy számba fogja venni az azonos nemű párokat is. A végleges kérdőív azonban nem tartalmazott külön "azonos neműek házassága" opciót. Az egy háztartásban élők kapcsolatára a házasságban élő azonos nemű párok választhatták a "Férj/feleség" opciót, ugyanazt, amit a különböző nemű párok is bejelöltek. A "házasságon kívüli kapcsolat" ugyanilyen logika szerint megjelölhető volt az azonos és különböző nemű párok esetében is, akik nem éltek házasságban.

## Költségek
A 2010. évi népszámlálás 13 milliárd dollárba került, ami nagyjából 42 dollárt jelent egy főre vetítve. Ehhez képest a 2010. évi népszámlálás Kínában fejenként 1, Indiában pedig 0,4 amerikai dollárba került. A lebonyolítás költségei 5,4 milliárd dollárra rúgtak, ami alul maradt a 7 milliárd dolláros költségvetésen. 2010 decemberében a Kormányzati Ellenőrzési Hivatal (Government Accountability Office, GAO) kijelentette, hogy a népszámlálások költségei az 1970-es évek óta minden alkalommal megduplázódnak. Egy 2004-es részletes kongresszusi jelentésben a GAO felszólította a Népszámlálási Hivatalt, hogy figyeljen oda a költségekre és ugyanekkor a 2010. évi népszámlálásra elegendőnek becsülték a 11 milliárd dolláros költségvetést.
2010 augusztusában Gary Locke kereskedelemügyi miniszter bejelentette, hogy a lebonyolítási költségek jelentősen alulmúlják a költségvetést. A 7 milliárd dolláros büdzséből a következőkre költöttek:
- 650 millió dollár ment el a házról házra történő adatgyűjtésre, amire azért volt szükség mert csak a háztartások 72%-a küldte vissza a kérdőívet.
- 150 millió dollár ment el az előzetesen alábecsült költségek pótlására olyan területeken, mint Alaszka és egyes törzsi területek.
- 800 millió dolláros összeget különítettek el biztonsági alapnak.

Locke miniszter jóváhagyta a Népszámlálási Hivatal gazdálkodási stratégiáját, arra hivatkozva, hogy extra hirdetésekre költött pénzzel sikerült javítani a részvételi arányt bizonyos körzetekben. A Hivatal emellett alkalmazta azt a gyakorlatot is, hogy szomszédokat, vagy más megbízható kívülállót kérdezett meg, ha az érintett személy nem volt elérhető, ezzel ismételten csökkentve a háztól házig járva való adatgyűjtés költségeit.

## Technológia
2005-ben a Lokheed Martin megnyert egy hat évre szóló 500 millió dolláros szerződést, hogy korszerűsítse a népszámlálási adatok rögzítésének és rendszerezésének módszerét. Az információs technológiára költött összeg teszi ki a tízévenkénti népszámlálás 11,3 milliárd dolláros költségvetését. Ez volt az első népszámlálás, amikor a kézi számítástechnikai eszközöket GPS-szel kombinálva alkalmazták. A címek viszont csak biztonsági eljárások esetén használhatók fel. A Népszámlálási Hivatal úgy döntött, megtartja az NRFU rendszert a kézi számítástechnikai eszközök alkalmazása helyett.

## Marketing és részvétel
A korábbi népszámlálások tapasztalatai szerint a szegény, illetve a színes bőrű lakosság méretét rendszeresen alul becsülik. A Népszámlálási Hivatal 2010-ben úgy próbálta elkerülni az ilyen torzításokat, hogy felhasználta más szervezetek, mint például egyházak, karitatív szervezetek és cégek több ezer főre kiterjedő felméréseit.
2009 áprilisában a Népszámlálási Hivatal kapcsolatba lépett kisebb közösségi szervezetekkel is, hogy felmérjék az Egyesült Államokban tartózkodó illegális bevándorlók számát is.
A Közösségi Együttműködés az Azonnali Reformért Szervezet (Association of Community Organizations for Reform Now, ACORN) megbízást kapott, hogy kampányával segítse a népszámlálás fontosságának hirdetését és bátorítsa az embereket a kérőívek kitöltésére. 2009 szeptemberében ellentmondásos eltitkolt videók bemutatása után, amin az ACORN négy munkatársa ad tanácsokat prostituáltnak és stricinek tűnő egyéneknek adóelkerülésre, az ACORN szerződését felbontották. Olyan amerikai hírességek, mint Demi Lovato és Eva Longoria közérdekű közleményekben szólították meg elsősorban a fiatalokat a kérdőívek kitöltésére. Wilmer Valderrama és Rosario Dawson segítették a figyelemfelkeltést a hispánok körében, akik között történelmileg a legalacsonyabb részvétel figyelhető meg a népszámlálásokon. A híres rapper, Ludacris, szintén közreműködött a 2010. évi népszámlálás népszerűsítésében.
A Népszámlálási hivatal 635 000 embert fogadott fel, hogy segítsenek a népszámlálási információk begyűjtésében az olyan emberek között, akik elmulasztották visszaküldeni a formanyomtatványokat. 2010. május 28-ig 113 munkatársat támadtak meg az adatok begyűjtése közben. Június 29-ig az inzultusok és bűncselekmények száma 436-ra emelkedett, ami csak júniusban duplája volt a 2000-ben történt 181 esetnek. Egy számlálóbiztost, aki átadta az adatokat a Hawaii megyei rendőrségnek, törvényszegésért letartóztattak.
Egyes konzervatív és liberális aktivisták megkérdőjelezték az eljárás törvényességét és a népszámláláson való részvételtől való távolmaradásra buzdítottak. Michele Bachmann, egy minnesotai republikánus párti konzervatív kongresszusi képviselőnő és a vele egy háztartásban élők megtagadták a formanyomtatvány kitöltését, arra hivatkozva, hogy "az alkotmány nem követeli meg ilyen jellegű adatok megadását." Bob Barr korábbi republikánus képviselő és liberális párti elnökjelölt szerint a népszámlálási kérdések túlságosan tolakodóak és több adatot (nem pusztán számszerűeket) gyűjt, mint amire az alkotmány felhatalmazást ad. Juan Williams, politikai tudósító szerint "a népszámláláson való részvételi arány az 1970-es évek óta csökken, és ha a konzervatívok nem vesznek részt, a pontosság és a hitelesség teljes mértékben kétségbe vonhatóvá válik."
Ennek eredményeként a Népszámlálási Hivatal egy eddig példátlan kampányt indított a bizonytalan fehér konzervatívok meggyőzésére, hogy töltsék ki a kérdőíveket. A 2010. népszámlálás volt az első számú szponzor a NASCAR futamokon Atlantában, Bristolban és Martinsville-ben és szponzorálta a Greg Briffle vezette 16-os számú Ford Fusiont a szezon egy részében, annak érdekében, hogy megnyerjék a többségében konzervatív érzelmű NASCAR-rajongót. A Super Bowl alatt is reklámozták a népszámlálást és felkérték Marie Osmond énekesnőt, akinek köztudottan sok konzervatív érzelmű rajongója van, hogy népszerűsítse a népszámláláson való részvételt.

## 2012-es választások
A 2010. évi népszámlálás eredménye befolyásolja az egyes tagállamok képviselőinek számát a képviselőházban a 2012. évi választások után. Következésképpen, befolyásolja az egyes tagállamok választóinak számát az Elektori Kollégiumban is a 2012-es elnökválasztáson is.
A népesség megváltozása miatt tizennyolc állam képviselőinek számában történt változás. Nyolc állam szerzett legalább egy új képviselőt, míg tíz további legalább egyet veszített.
| Négy új képviselő | Két új képviselő | Egy új képviselő                                    | Egy képviselővel kevesebb                                                       | Két képviselővel kevesebb |
| ----------------- | ---------------- | --------------------------------------------------- | ------------------------------------------------------------------------------- | ------------------------- |
| Texas             | Florida          | Arizona Georgia Nevada Dél-Karolina Utah Washington | Illinois Iowa Louisiana Massachusetts Michigan Missouri New Jersey Pennsylvania | New York Ohio             |

## Viták
Néhány adat számba vétele az Egyesült Államokban élő személyekről, illegális. David Vitter és Bob Bennett republikánus szenátorok sikertelenül próbáltak meg az országban való tartózkodás jogi helyzetére utaló kérdéseket hozzáadni az új kérőívhez.
Néhány szervezet, mint a Börtönök Politikai Kezdeményezése egyet ért abban, hogy az elítélt férfiak és nők lakhelyének inkább a börtönt jelöljék meg, mint a bejelentett lakhelyét, mivel utóbbi esetben félrevezető demográfiai adatok születnének.
A kérdőívekben a származásra vonatkozó kérdéseknél a "negro" kifejezés is szerepelt. ("9. kérdés: Mi az érintett személy faji hovatartozása? [...] Fekete, Afroamerikai, vagy negro?") Jack Martin, a Népszámlálási Hivatal szóvivője, kijelentette, hogy "sok idős afroamerikai így határozta meg magát és sokan ma is így tesznek. Azoknak, akik így határozzák meg magukat, ez a kifejezés is meg kell, hogy jelenjen." A kifejezés a 2000. évi népszámláláson is szerepelt. Ekkor több mint 56 000 ember határozta meg magát "negroként".
A 2010. évi népszámlálási kérdőív tíz kérdést tett fel korra, nemre, etnikai hovatartozásra, a háztartásban betöltött helyzetre és a háztartásban élő többi emberrel való kapcsolatra vonatkozóan. A jelenleg hatályos szövetségi törvény pénzbüntetéssel sújtja azokat, akik ezekre a kérdésekre nem hajlandók válaszolni.
2011. március 22-én Detroit polgármestere, Dave Bing, egy sajtótájékoztatón bejelentette, hogy a város formálisan kivonja magát a népszámlálás hatálya alól. A város Tervezési Osztálya által vezetett kezdeményezés egy ellentmondásra hivatkozott, miszerint a belvárosban, ami mindössze 60 háztartást foglal magába, nem vettek számba és 1400 embert, mivel azok börtönbüntetésüket töltik, vagy kollégiumban laknak.
2011. május 27-én New York City polgármestere, Michael Bloomberg, bejelentette, hogy a város formális óvást nyújt be a népszámlálás eredménye ellen Queens és Brooklyn állítólagos alulreprezentáltsága miatt. A polgármester azt állítja, hogy a város két legnépesebb városrészére vonatkozó adatok valószínűtlenül alacsonyak. A népszámlálás szerint a két városrész mindössze 0,1, illetve 1,6%-os növekedést produkált, míg a másik két borough 3, illetve 5%-os növekedést mutatott. Emellett a polgármester szerint a népszámlálás irreálisan sok üres lakást mutatott ki olyan fontos területeken, mint a queensi Jackson Heights.
District of Columbia 2011 augusztusában bejelentette, hogy szintén óvást nyújt be az eredmények ellen. A polgármesteri hivatal arra hivatkozik, hogy az információk 549 fős blokkokra való osztása "értelmetlen". A helyi kormányzat azt hozta fel példaként, hogy az adatok olyan lakóközösségeket mutatnak egy utca közepén, amelyek nem léteznek. Azonban a városvezetés nem hisz benne, hogy az adatok jelentősen megváltoznának az óvás következtében.

### Clemons vs. Kereskedelemügyi Minisztérium
A 2009 szeptemberében indított eljárás arra keresett lehetőséget a Kongresszusnál, hogy nagyobb létszámmal alakítsák újra a képviselőházat a népszámlálás után, megszüntetendő egyes államok alul-, mások felülreprezentáltságát az úgynevezett 435-ös keretszámban, amit az 1911-es Megosztási Törvény határozott meg és amely rögzíti a képviselőház létszámát, ezzel egyes államokat a népességükhöz képest túl kevés, másokat ahhoz képest túl sok taggal képviselteti. Ha ez történne, az kihatással lenne az Electori Kollégium tagságára és ezzel a 2012 és 2020 közötti elnökválasztásokra is. Miután a bírósági ítélet elutasító volt, a felperes fellebbezett a Legfelsőbb Bírósághoz, de 2010. december 13-án visszadobta a panaszt hatásköri hiányra hivatkozva.

## Városok rangsora
| Rang | Város         | Állam                | Népesség  |
| 1    | New York City | New York             | 8 175 133 |
| 2    | Los Angeles   | Kalifornia           | 3 792 621 |
| 3    | Chicago       | Illinois             | 2 695 598 |
| 4    | Houston       | Texas                | 2 099 451 |
| 5    | Philadelphia  | Pennsylvania         | 1 526 006 |
| 6    | Phoenix       | Arizona              | 1 445 632 |
| 7    | San Antonio   | Texas                | 1 327 407 |
| 8    | San Diego     | Kalifornia           | 1 307 402 |
| 9    | Dallas        | Texas                | 1 197 816 |
| 10   | San Jose      | Kalifornia           | 945 942   |
| 11   | Jacksonville  | Florida              | 821 784   |
| 12   | Indianapolis  | Indiana              | 820 445   |
| 13   | San Francisco | Kalifornia           | 805 235   |
| 14   | Austin        | Texas                | 790 390   |
| 15   | Columbus      | Ohio                 | 787 033   |
| 16   | Fort Worth    | Texas                | 741 206   |
| 17   | Charlotte     | Észak-Karolina       | 731 424   |
| 18   | Detroit       | Michigan             | 713 777   |
| 19   | El Paso       | Texas                | 649 121   |
| 20   | Memphis       | Tennessee            | 646 889   |
| 21   | Baltimore     | Maryland             | 620 961   |
| 22   | Boston        | Massachusetts        | 617 594   |
| 23   | Seattle       | Washington           | 608 660   |
| 24   | Washington    | District of Columbia | 601 723   |
| 25   | Nashville     | Tennessee            | 601 222   |

## Más külső információk
- 2010 Census
- U.S. Census Bureau
- Toolkit for Reaching Latinos (US Census Bureau)
- 270towin.com
- The 2010 Census: Winners and Losers – slideshow by Life
- How to deep link into US Census Bureau FactFinder2, see FactFinder2 info
- Census: As Red States Grow, So Do Hispanic Populations Within – video report by Democracy Now!